# Клара Лаго
Клара Лаго Грау (шп. Clara Lago Grau; Торелодонес, 6. март 1990) je шпанска глумица.

## Биографија
Клара Лаго је рођена у Торелодонесу, општини близу Мадрида. Отац јој се бави графичким дизајном, а мајка приповедањем прича. Са само 9 година, учествовала је у неколико телевизијских серија где је имала мање улоге док се није придружила екипи Компањероса (Антена 3) као Десире, Лолова девојка. На великом платну дебитовала је у Јадном животу (2000), филму у којем је глумила Беу, заједно са Сантијагом Рамосом, Мануелом Александром, Лујзом Мартин и другима. 2002. године глуми у Каролином путовању, филму у режији Иманола Урибеа. Њена прва главна улога у филму освојила је номинацију за Гоју 2002. за најбољу нову глумицу.
2004. године премијерно је приказан филм Живот који те чека, у режији Мануела Гутијереза Арагона, у којој главне улоге тумаче Хуан Дијего, Луис Тосар и Марта Етура. 2004.и 2005. године глумила је у неколико сезона Централне болнице као Кандела, ћерка  од Круз (Алисиа Бораћеро). 2006.  године  добила је главну улогу у филму  (шп. Arena en los bolsillos), у режији Цесара Мартинеза Ерада. 2007. године имала је улогу у филму Клуб самоубица, аутора Роберта Сантијага. Исте године се враћа на телевизију са Паковим светом, као  Карлота Фернандез, тајна сестра Лукаса (Уго Силва).
2008. године је снимила Обешени, филм Мануела Гомеза Переире, у којем игра главну улогу заједно са Алваром Сервантесом, у глумачкој постави је и глумица Адриана Угарте. Те године се придружила глумцима ЛЕКС-а (Антена 3), заједно са Хавијером Камаром, Санти Миланом и Алексом Гонзалезом, по наређењу Данијела Ећија. У октобру 2008. снимила је филм Зли ванземаљац, у продукцији Алехандра Аменабара,  са Белен Руедом и Едуардом Норијегом. Сценарио потписује Данијел Санчез Аревал с којим је касније наставила радити.
2011. године је снимила филм Рођаци са Кимом Гутијерезом, Раулом Аревалом, Антонијом де ла Торе и Инмом Куестом. Исте године снимила је  и филм  Скривено лице,заједно са Кимом Гутијерезом, филм за који је награђена као млада нада европског филма на Берлиналу и филм је добио Макондо награду коју је доделила Колумбијска академија уметности и кинематографских наука.
22. јуна 2012. године, премијерно је приказан филм Желим те, наставак Три метра изнад неба,  у којем глуми поред Мариа Касаса и Марије Валверде. Желим те је други најуспешнији шпански филм у овој години. У новембру 2012. године премијерно је приказан филм Крај, заједно са Марибел Верду и Данијелом Грао.
15. новембра 2013. године снимила је филм Ко је убио бамбија. 2014. године премијерно је приказана и  мини серија коју је снимила за Антену 3, Срце океана, заједно са Угом Силвом и Алваром Сервантесом. Исте године премијерно је приказан и немачки филм Елтерн.
2014. године премијерно је приказан филм Због тебе променићу презиме, добила је улогу Амаје. У филму глуми и њен дечко и глумац Дани Ровира и  глумица Кара Елејалде. Комедија је на крају постала блокбастер шпанске кинематографије. Касније је играла у представи Венера у крзну у режији Давида Серана.
20. новембра 2015. године премијерно је приказан филм Због тебе променићу презиме, опет у ком игра исту улогу као и у филму Због тебе променићу презиме,  Амају Зугасти.
21. априла 2016. године премијерно је приказан филм На крају тунела са глумцем Леонардом Сбараглијем и осталим аргентинским глумцима. Због филма је морала да научи аргентински нагласак.
2017. године  је позајмила глас  Клеопатри  у видео игри Assassin's Creed: порекло.

## Лични живот
Са 9 година је пожелела да буде глумица и следећег дана је отишла на кастинг и снимила је једну епизоду Manos a la obra. Има брата, течно говори енглески и шпански језик. Њен глумачки узор је Пенелопе Круз. Напорно тренира, здраво се храни и иде на пилатес. Била је у краткој вези са колегом Мариом Касасом и Фераном Вилахосаном. 2013. године је започела везу са колегом из филма Због тебе променићу презиме, Данијем Ровиром.

## Филмографија

### Филмови
| Филмови | Филмови                           | Филмови                  | Филмови       |
| ------- | --------------------------------- | ------------------------ | ------------- |
| Година  | Наслов                            | Режисер                  | Улога         |
| 2000    | Јадан живот                       | Фернандо Хуертас         | ае            |
| 2002    | Каролино путовање                 | Иманол Урибе             | Карол         |
| 2004    | Живот који те очекује             | Мануел Гутијерез Арагон  | Гениа         |
| 2006    | Arena en los bolsillos            | Цесар Мартинез Eрада     | Елена         |
| 2007    | Клуб самоубица                    | Роберто Сантијаго        | Лаура         |
| 2008    | Обешени                           | Мануел Гомез Переира     | Сандра        |
| 2009    | Зли ванземаљац                    | Оскар Сантос             | Аиноа         |
| 2011    | Рођаци                            | Данијел Санчез Аревало   | Клара         |
| 2011    | Скривено лице                     | Андрес Баиз              | Белен         |
| 2012    | Желим те                          | Фернандо Гонзалез Молина | Ђин           |
| 2012    | Крај                              | Хорхе Торегроса          | Ева           |
| 2013    | Елтерн                            | Роберт Талхеим           | Исабел        |
| 2013    | Ко је убио бамбија?               | Санти Амодео             | Мати          |
| 2014    | Због тебе променићу презиме       | Емилио Мартинез-Лазаро   | Амаиа         |
| 2014    | Против ударца                     | Санти Амодео             | Пенелопе      |
| 2015    | Изумирање                         | Роберт Талхеим           | Жена          |
| 2015    | Сад или никад                     | Марија Рипол             | Татијана      |
| 2015    | Због тебе променићу презиме, опет | Емилио Мартинез-Лазаро   | Амаиа Зугасти |
| 2016    | На крају тунела                   | Родриго Гранде           | Берта         |
| 2016    | Орбита 9                          | Хатем Кројче             | Хелена        |
| 2018    | Путник                            | Жауме Колет-Сера         | Ева           |
| 2019    | Људи који долазе и одлазе         | Патрисија Фонт           | Беа           |

### ТВ серије
| Година    | Наслов            | Улога             | Епизоде    | Телевизија |
| --------- | ----------------- | ----------------- | ---------- | ---------- |
| 2000—2002 | Компањерос        | Десире            | 15 епизода | Антена 3   |
| 2000      | Руке на делу      | Естела            | 1 епизода  | Антена 3   |
| 2004—2007 | Централна болница | Кандела Родригез  | 23 епизоде | Телесинко  |
| 2007—2008 | Паков свет        | Карлота Фернандез | 19 епизода | Антена 3   |
| 2008      | ЛЕКС              | Ели Естрада       | 16 епизода | Антена 3   |
| 2010      | Златне девојке    | Лусија            | 1 епизода  | 1          |
| 2014      | Срце океана       | Ана де Рохас      | 6 епизода  | Антена 3   |
| 2016      | Веб терапија      | Инес              | 6 епизода  | # 0        |
| 2017      | Библиотекари      | Звезда            | 1 епизода  | ТНТ        |
| 2018      | Playing Dead      | Изабел            | Пилот      | CW         |

### Позориште
| Година | Наслов             | Режисер      | Улога |
| ------ | ------------------ | ------------ | ----- |
| 2013   | Shopping & Fucking | Ориол Ровира | Лулу  |
| 2014   | Венера у крзну     | Давид Серано | Ванда |

## Награде и номинације

### Награде Гоја
| Година | Категорија                           | Филм              | Резултат   |
| ------ | ------------------------------------ | ----------------- | ---------- |
| 2002   | Награда Гоја за најбољу нову глумицу | Каролино путовање | Номинација |

### Шпански фестивал филма у Тулузу
| Година | Категорија                      | Филм               | Резултат |
| ------ | ------------------------------- | ------------------ | -------- |
| 2004   | Награда за најбољу нову глумицу | Живот који те чека | Освојено |

### Фестивал солидарности шпанске кинематографије
| Година | Категорија                        | Филм    | Резултат |
| ------ | --------------------------------- | ------- | -------- |
| 2009   | Млади филмски глумци 2008. године | Обешени | Освојено |

### Берлински филмски фестивал
| Година | Категорија                 | Филм          | Резултат |
| ------ | -------------------------- | ------------- | -------- |
| 2012   | Млада нада европског филма | Скривено лице | Освојено |

### Макондо награде
| Година | Категорија                                   | Филм          | Резултат |
| ------ | -------------------------------------------- | ------------- | -------- |
| 2012   | Награда за најбољу глумицу у споредној улози | Скривено лице | Освојено |

### Неокс награде публике
| Година | Категорија              | Филм          | Резултат   |
| ------ | ----------------------- | ------------- | ---------- |
| 2012   | Најбоља филмска глумица | Желим те      | Номинација |
| 2013   | Најбоља филмска глумица | Крај          | Освојено   |
| 2015   | Најбоља филмска глумица | Сад или никад | Номинација |

### Награде Удружења глумаца
| Година | Категорија               | Филм                        | Резултат   |
| ------ | ------------------------ | --------------------------- | ---------- |
| 2014   | Најбоља филмска глумица  | Због тебе променићу презиме | Номинација |
| 2014   | Најбоље глумачко откриће | Венера у крзну              | Номинација |